# 吉澤伸二
吉澤 伸二（よしざわ しんじ、昭和18年1月31日生まれ）は、　日本の整形外科医、医学博士。
東京都在住。吉沢クリニック院長。

## 略歴
1967年 - 東邦大学医学部卒業。1985年 - 東京都新宿区に美容外科「ミナミクリニック」を開業。
1996年 - 美容外科「吉沢クリニック」に改称。2000年 - 第79回日本美容外科学会会長。

## 著作
- メスを使わない美容の医学 主婦の友社